# Владимир Поповић (драматург)
Владимир Б. Поповић (Београд, 14. април 1969. — Београд, 22. јун 2022) био је српски драмски писац, сценариста, новинар и продуцент. Један од уредника Драмског програма Радио Београда.

## Биографија
Дипломирао је на катедри за драматургију и сценарио београдског Факултета драмских уметности, студирао је филозофију на Филозофском факултету у Београду.
У 1990-им радио је као новинар, филмски и позоришни критичар, водитељ, аутор и сценариста у свим медијумима — ТВ, радио и штампа. На програму „Београд 202" био је водитељ и аутор емисија различитог профила. Написао је више драма, филмских и ТВ сценарија као и других форми и жанрова.
Као уредник и драматург на Драмском програму Радио Београда учествовао је у продукцији стотина пројеката наше и светске радио-драме. Посебно је запажен радио-драмски мегапројекат – „Заувек и дан више“ Милорада Павића у четири верзије који је „Радио Београд Два“ емитовао у мају 2002. године. Дело је адаптирао за радио Владимир Б. Поповић, а режирале су Мелина Пота-Кољевић, Ђурђа Тешић, Ивана Вујић и Драгана Николић, са четири композитора и бројним глумачким екипама.
Преминуо је након краће болести у Београду 22. јуна 2022, а сахрањен је 4. јула на Новом бежанијском гробљу.

## Награде и признања
- Награда Народног позоришта у Београду 1993. за драму Рапсодија

## Театрографија
- Радио-драма Киша, Драмски програм Радио-Приштине.
- Радио-адаптација драме Заувек и дан више Милорада Павића, режија Мелина Пота-Кољевић, Ђурђа Тешић, Ивана Вујић и Драгана Николић, Радио Београд, мај 2002.
- Представа Апсолутни почетници, Академија драмских уметности, режија Енвер Хасић, Тузла, 2006; такође: Зворнички театар, режија: Душан Петровић, Зворник, 2010.